# San Isidro (Catamarca)
San Isidro é uma cidade da Argentina, localizada na província de Catamarca. É a capital do departamento Valle Viejo.